# Orientation des oiseaux
 (février 2017).
La question de l'orientation chez les oiseaux est une énigme majeure chez les scientifiques. En effet, plusieurs théories sur ce sujet se complètent et se contredisent : aucune théorie n'a été démontrée à ce jour, mais les expériences réalisées sur les oiseaux ont permis, malgré tout, de se positionner face à ce problème.
Il semblerait en effet que les oiseaux utilisent de nombreux sens pour s’orienter, et même, que ces capacités seraient essentielles pour le bon fonctionnement de leur orientation. Les scientifiques ont alors émis l’hypothèse que les oiseaux se déplacent grâce à plusieurs types d’orientation :

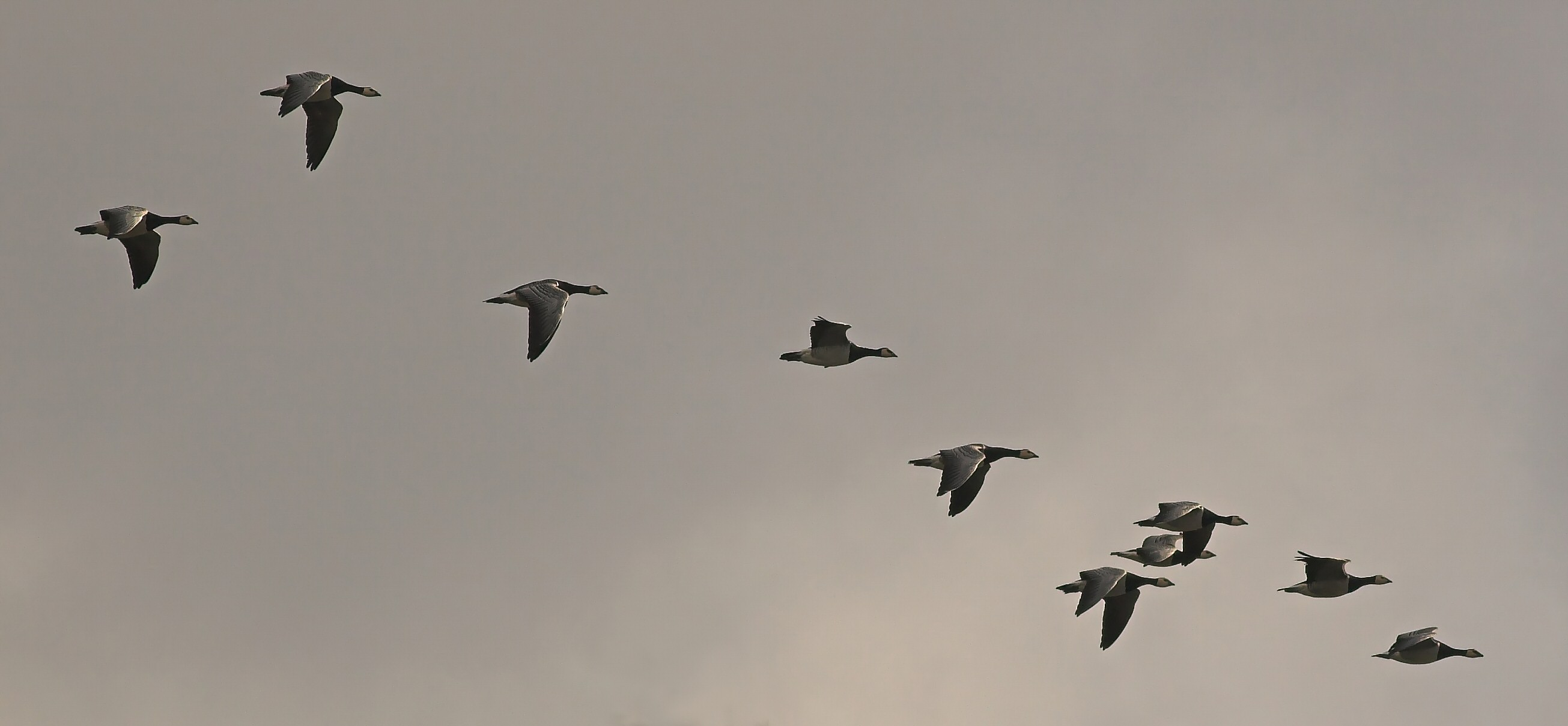
Migration automnale de Bernaches Nonnette en Finlande

- L’orientation visuelle : le jour, les oiseaux s’orienteraient grâce au soleil, mais aussi la nuit grâce aux étoiles. Les oiseaux s’orienteraient également grâce à la topographie. En effet, ils possèdent une mémoire visuelle très développée qui leur permet de se repérer grâce aux éléments topographiques.

- L’orientation magnétique : les oiseaux utiliseraient aussi  le champ magnétique terrestre (CMT) pour s’orienter, ce qui permettrait également de prendre le relais lorsque les conditions climatiques ne permettent plus l’orientation visuelle. On parle alors de magnétoréception.

- L’orientation olfactive : Les oiseaux possèdent une mémoire olfactive. Il semblerait en effet que les oiseaux créent au cours de leur vie une « carte odorante » permettant de s'orienter efficacement.

D’après les recherches effectuées sur ces différents phénomènes, les scientifiques peuvent affirmer que l’orientation chez les oiseaux se base principalement sur leur mémoire : ils enregistrent en effet des données visuelles, des valeurs du champ magnétique ainsi que des données olfactives, leur permettant de se diriger efficacement. 

## Utilisation de la vue

### Utilisation des astres

#### Le soleil utilisé comme repère

##### Mise en évidence du phénomène
En 1952, l'observatoire anglais G.V.T Matthews procède à de nombreuses expériences de "homing" (dépaysement en français). Des oiseaux sont amenés à une certaine distance de leur nid, souvent plusieurs centaines de kilomètres. Le chercheur évalue alors le temps que mettent les oiseaux pour effectuer le trajet de retour et la probabilité de les voir revenir. L’une des expériences effectuées est la suivante : deux groupes de goélands sont lâchés d’un même endroit, l'un par temps couvert, l'autre par temps dégagé. Pour le premier groupe, seuls 40 % des oiseaux ont retrouvé leurs nids contre 65 % pour le second. Les résultats montrent que le soleil joue bien un rôle dans l'orientation des oiseaux.

##### Les expériences de Kramer
Gustav Kramer est un biologiste allemand. En 1952, il entreprend une série d’expériences sur les étourneaux. Comme tous les oiseaux migrateurs durant la période migratoire, les étourneaux enfermés dans une cage se placent dans le coin qui correspond à la direction dans laquelle ils migreraient s'ils étaient en liberté. Une étude est donc facilement réalisable dans ces conditions.
L'expérience la plus connue de Kramer consiste à placer un étourneau dans une cage où il est privé de la lumière du soleil. Grâce à un trou et à un système de miroir, Kramer dirige les rayons du soleil dans la direction souhaitée. L’oiseau initialement placé sud-ouest change de direction en fonction de la direction des rayons. Kramer conclut ainsi que le soleil est essentiel à l’orientation des oiseaux. Cependant, le soleil n’est pas toujours visible, ce qui ne permet pas d'arriver à des conclusions définitives.
Kramer recommence son expérience en mettant cette fois du papier translucide autour de la cage de l’oiseau. Ainsi il simule un ciel couvert, lorsque l’oiseau ne peut plus localiser le soleil, il se place de façon aléatoire dans la cage. À l’inverse, quand une éclaircie est simulée, l’oiseau se redirige instantanément dans la bonne direction. Les oiseaux s’orientent donc grâce au soleil mais il faut nuancer : les oiseaux utiliseraient le soleil mais aussi d'autres moyens pour trouver leur chemin durant leur migration.

##### Klaus Schmidt-Koenig et l’horloge biologique
Conscient des travaux réalisés par Kramer, ce neurobiologiste américain affirme en 1958 que pour qu’un tel phénomène soit possible, il faut que les oiseaux utilisent leur horloge biologique pour pouvoir s’orienter au gré du déplacement du soleil. Il enferme alors des oiseaux dans une cage, en l'occurrence des pigeons, et pendant cinq jours crée artificiellement une alternance de jour et de nuit, dans le but de « dérégler » leur horloge interne, supposée existante. Après avoir libéré les pigeons, il observe alors un réel décalage entre la direction d’envol de ces pigeons et celle de ceux qui n’ont pas subi ce traitement. Il prouve alors que les oiseaux possèdent une horloge interne et s’en servent pour s’orienter.

##### Principe de l'orientation solaire

Illustration de l'azimut solaire : le point P correspond au soleil et Lambda (angle bleu) à l'azimut.

Les oiseaux utilisent l’azimut solaire : c’est l’angle formé entre la droite en direction du soleil projetée sur la surface et une direction de référence. Ils ont donc besoin de la direction du soleil et d’une notion du temps à tout moment de la journée pour retrouver leur chemin. Des expériences ont montré que les oiseaux prennent des directions de vols différentes selon le décalage horaire imposé : en simulant un décalage horaire lumineux de 6 heures, les oiseaux modifient leur direction de vol de 90° et si le décalage est de 12 heures, ils la modifient de 180°. Cependant, cette horloge a besoin d'être constamment calibrée car lors de longs trajets par exemple, il faut tenir compte du décalage horaire et des changements de saison. C’est notamment pour cela que les oiseaux ont besoin et utilisent d’autres méthodes d’orientation.

#### Utilisation des étoiles

##### Mise en évidence du phénomène
Frieder Sauer, biologiste allemand, a mené une série d’expériences en planétarium dans les années 1957.  Il recrée artificiellement le ciel en ne modifiant que son orientation, et place des oiseaux dans cet environnement. Ces derniers ont pris une autre direction de vol, qui semble être en fonction de l’orientation du ciel.

##### Les expériences d’Emlen
Stephen T.Emlen est un neurobiologiste américain qui a approfondi les études de Sauer dans les années soixante. Sauer avait réussi à prouver que les oiseaux utilisent les étoiles mais il ne savait pas s'ils utilisent l’intégralité du ciel ou juste un repère fixe. Emlen recommence donc les expériences en planétarium.
Lors de sa première expérience, il a retiré l'étoile polaire, ”le centre de rotation” des étoiles, du planétarium.  Les oiseaux n’ont pas semblé dérangés et ont gardé la même position d’envol. Puis, il a retiré tour à tour toutes les constellations du ciel artificiel, il n'y a eu aucun changement quant à la direction prise par les oiseaux. Enfin, il a enlevé des parties de ce ciel, et lorsque les oiseaux ne pouvaient plus identifier la rotation des étoiles, ils semblaient s’orienter aléatoirement. Il a donc émis l'hypothèse que les oiseaux devaient au préalable observer le ciel pour le comprendre et identifier la rotation. Il a réalisé une dernière expérience où il a éduqué trois groupes d’oiseaux, le premier n'ayant jamais vu les étoiles, le second ayant grandi sous le ciel habituel, enfin le troisième, sous un ciel artificiel tournant autour de la Bételgeuse d’Orion. Placés dans le planétarium, les oiseaux du premier groupe ne savaient pas où s’orienter, ceux du second s’orientaient comme à l’habitude, dos à l’étoile polaire, et ceux du troisième, dos à la Bételgeuse.

##### Principe de l'orientation stellaire
Certains oiseaux se servent donc des étoiles pour s’orienter mais cela se base sur une éducation de l’oiseau à comprendre le monde qui l’entoure. L‘orientation stellaire est un complément pour l’orientation de certains oiseaux mais elle reste très minime et seules certaines espèces en sont capables. Cependant, ces expériences, comme celles réalisées sur l’orientation solaire, ont mis en évidence la faculté des oiseaux à utiliser leur mémoire pour s’orienter.

### Utilisation de latopologie

#### Les premières théories abandonnées sur l’orientation
Vers le début du XXe siècle, les premières hypothèses sur l'orientation des oiseaux, basées sur des observations et sur quelques expériences, ont vu le jour.

L’une d’entre elles découle directement de l’observation des oiseaux. Souvent après avoir été lâchés, les oiseaux réalisent de grandes spirales dans le ciel. Les scientifiques ont donc conclu qu’ils exploraient l’horizon. Hodge, en 1894, a même affirmé que l’écart entre les spirales est tel que l’oiseau voit tous les environs. Cependant aucune spire assez grande n'a été observée, ce qui contredit cette hypothèse, qui n’aura finalement jamais été prouvée.

Une seconde est fondée sur l’expérience de Rabaud. En 1928, il lâche en mer 1500 pigeons voyageurs au large de la France, à 500 km de Croisic en Loire-Atlantique. Sur 1500 sujets, seuls 300 sont retournés à leur pigeonnier après les 48 premières heures. Les autres se sont perdus, et on les a retrouvés dans diverses régions du globe telles que l’Espagne ou le Caucase. En conclusion, les oiseaux partiraient dans des directions aléatoires jusqu’à retrouver une aire connue. Certains chercheurs ajoutent même qu’ils se déplaceraient en zigzag pour augmenter leurs chances. Mais très vite cette théorie est aussi abandonnée.

#### Utilisation de repères visuels
En 1949, Griffin mène une expérience de dépaysement. Il prit des Fous de Bassan sur l'île Bonaventure au Québec, dans une des plus grandes communautés existantes. Ces oiseaux non migrateurs ont été lâchés depuis différents points allant jusqu'à 340 km de distance par rapport à leur nid. Leurs déplacements ont été surveillés depuis un avion. Il a alors observé que les oiseaux lâchés près des côtes rentraient plus rapidement que les oiseaux lâchés à des distances plus grandes du littoral.
Après avoir pris soin de bien observer et explorer la région, ceux lâchés à l'intérieur des terres, ont finalement réussi pour la plus grande majorité à retrouver leur nid, même si les trajets ont parfois été hésitants. Ces hésitations sont, pour certains, la preuve que l'oiseau cherche des points de repère.
Chez le pigeon voyageur, la formation qu'il reçoit est primordiale pour qu'il puisse rapidement déterminer des points de repère et être endurant pendant le vol. D'après les expériences de C.S.Platt et R.S.Dare en 1954 sur ces oiseaux, ces points de repère sont d'autant plus faciles à trouver que le temps est clair.
En 1952, Griffin réitère une expérience de dépaysement; il constate que les pigeons utilisent la topographie du territoire pour se diriger. Ce type d'orientation est aussi observé chez l’étourneau. Les fleuves, les montagnes et les littoraux sont alors de bons repères permettant aux oiseaux de s'orienter.

## L'orientation par magnétoréception

### Découverte du phénomène chez l'oiseau
L’idée que les oiseaux puissent s’orienter en fonction du champ magnétique a été évoquée pour la première fois par Viguier en 1882. Mais  ce n’est vraiment qu’en 1947 avec Henry Yeagley que les premières recherches sur le sujet sont réalisées. Ces travaux  seront alors repris et modifiés entre autres par James Gould, Charles Walcott ou alors Bruce Moore.

#### L'hypothèse de Yeagley

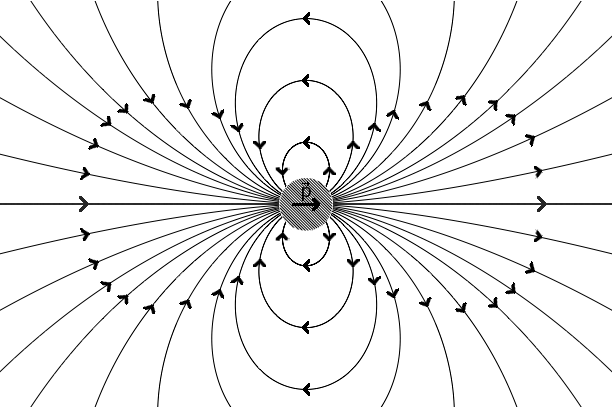
Champ magnétique d'un dipôle semblable à celui de la Terre

Son travail est basé sur trois hypothèses : les oiseaux auraient la capacité d’assimiler une « carte magnétique » de la Terre, ils seraient sensibles aux variations de la force de Coriolis, enfin ils pourraient évaluer leur vitesse de vol. De ce fait, ils seraient capables de connaitre leur position exacte. En effet, quand un objet se déplace dans un champ magnétique, un « courant » se crée. Ce dernier est  proportionnel à sa vitesse et à l’intensité du champ magnétique. Si ces hypothèses sont exactes, les oiseaux  auraient accès à l’intensité du  champ magnétique terrestre et ils pourraient évaluer leur position. 
Afin de prouver son hypothèse, Yeagley  met en place une expérience. Pendant plusieurs semaines, il entraîne 1200 pigeons à retrouver le pigeonnier quelle que soit sa position. Celle-ci étant régulièrement modifiée, l’oiseau  n’a donc aucun repère visuel. L’entrainement terminé, les pigeons sont placés à 2 200 km du milieu d’entrainement. Yeagley constate que seulement 2 % des pigeons ont retrouvé leur chemin. Ce résultat infirme son hypothèse étant donné que la grande majorité des pigeons ne sont jamais revenus.

#### L’expérience de Lowell Gable
À la suite de l'échec de Yeagley, Gable, spécialiste sur le sujet du « homing » des pigeons, décide de réaliser une autre expérience. Il constitue deux groupes de pigeons, les oiseaux du premier groupe sont équipés d’une barre métallique et ceux du second d’un aimant. Un nombre important d’oiseaux équipés des barres de métal ont retrouvé leur chemin tandis que les oiseaux équipés d’aimants ne sont pour la majorité pas rentrés. L’aimant perturbe ainsi l’orientation des oiseaux, ceci prouve donc que les oiseaux utilisent le champ magnétique terrestre afin de s’orienter.

### Des récepteurs magnéto-sensibles

#### Les travaux deWolfgang Wiltschko
Wolfgang Wiltschko, scientifique allemand, essaye d’expliquer le fait que les oiseaux peuvent voler par temps couvert. Selon lui, les oiseaux se repèrent grâce au champ magnétique terrestre, il entreprend ainsi une série d’expériences sur les rouges-gorges. Ceux-ci semblent dans un premier temps s’orienter en fonction du champ magnétique environnant, et ce d’ores et déjà dans la cage. Cela dit, l'oiseau ne distingue pas le Nord du Sud ; il peut cependant différencier la direction de l’équateur à celui de l’un des pôles. 
Wiltschko décide d’aller plus loin, il relâche deux groupes de rouges-gorges : un groupe étant dans une cage normale, l’autre dans une cage avec, à l’intérieur, un champ magnétique inversé. Résultat, le deuxième groupe emprunte la direction opposée. Ceci semble expliquer le rôle de la magnétoréception dans l’orientation des oiseaux. 

#### La magnétite chez les oiseaux
Les cristaux de magnétite peuvent être assimilés à des aiguilles de boussoles. Les premières recherches sur la magnétite ont commencé avec les bactéries magnétotactiques. Ces dernières ne sont pourtant pas les seules à en posséder. Des chercheurs américains, en plaçant des détecteurs supraconducteurs autour des oiseaux, ont découvert des cristaux de magnétite le long de la zone olfactive dans le cerveau. 
Il ne peut agir sur l’oiseau qu’à l’échelle microscopique. En effet, les cristaux se déplaceraient non pas individuellement mais par groupe. Ceci provoque des problèmes au niveau de certaines cellules qui lanceraient alors des signaux chimiques au cerveau. Une expérience consistant à appliquer un champ magnétique intense sur les becs de pigeons montre effectivement qu’il est possible de démagnétiser ces cristaux de magnétite, ce qui aurait pour conséquence de les désorienter.

#### Une théorie réfutée
Une étude réalisée par David Keays et ses collègues réfute l’hypothèse selon laquelle les oiseaux se servent des magnétites pour se déplacer.
Son expérience consiste à détecter de la magnétite en utilisant l'Imagerie par Résonance Magnétique (IRM) ainsi qu’un colorant bleu capable de réagir en présence de fer. Néanmoins, le dépôt ferreux qui a pu être détecté n’était pas des cristaux de magnétite mais des cellules du système immunitaire, appelées macrophages, et n’ont donc aucun rapport avec une quelconque réception sensorielle.
Toutefois, cette étude ne contredit à aucun instant la théorie sur la magnétoréception. Il est possible que ces cristaux de magnétite se localisent ailleurs.

#### Les cryptochromes
Il existe chez l’oiseau une protéine appelée cryptochrome. La relation entre cryptochrome et orientation magnétique a déjà été observée chez certains organismes comme les plantes ou la Drosophila melanogaster.
Chez les oiseaux, des études montrent que la fauvette des jardins possède des cryptochromes qui s’activent lorsqu’une onde électromagnétique contenant la longueur d’onde du bleu est présente. De cette manière, les cryptochromes réagissent selon le champ magnétique.
Pour conforter l’idée que ces protéines ont un rapport avec la magnétoréception, certains chercheurs ont mis en place d’autres études afin de conclure que les cryptochromes sont présents chez les oiseaux migrateurs alors qu’ils sont absents chez les oiseaux non migrateurs.
Ces cryptochromes semblent être présents dans la rétine de l’œil droit de l’oiseau. Selon une expérience, l’oiseau privé de son œil gauche peut s’orienter seulement sous la présence d’une lumière bleue, tandis que privé de son œil droit, il est désorienté quelle que soit la lumière présente.

## Rôle de l'odorat dans l'orientation

### Principe de l’orientation olfactive
Parallèlement aux recherches effectuées sur l’orientation magnétique chez les oiseaux, les scientifiques, notamment ceux de l’Université de Pise, ont émis une nouvelle théorie : l’orientation olfactive chez les oiseaux.  Les oiseaux auraient ainsi la capacité de s’orienter grâce à leurs facultés olfactives. Leur hypothèse principale porte sur le fait que les odeurs transportées par le vent pourraient constituer des repères olfactifs pour les oiseaux qui posséderaient alors une véritable « carte odorante ». Ces oiseaux sentiraient ainsi l'air ambiant et pourraient s'orienter grâce à leur carte basée sur des souvenirs olfactifs. Il est donc envisageable d'imaginer qu'ils retiennent la séquence des odeurs sur leur route qui leur permettent de s’orienter grâce à différents gradients d'odeur dans l'air atmosphérique. À titre d’exemple, Gabrielle Nevitt, de l'université de Californie, a effectué des recherches permettant de comprendre comment les gradients d’odeurs pouvaient se créer. Elle énonce par exemple que le dimethyl sulfide (DMS) qui est un gaz produit par le phytoplancton, est un très bon repère olfactif.  En effet, en zone montagneuse, l’odeur du DMS est importante alors qu’en zone de vallée elle est assez faible.  Cette variation d’environnement constituerait ainsi des repères dans leur orientation.

### Expériences menées sur le phénomène

#### Importance dubulbe olfactif
Ces facultés olfactives seraient contrôlées par le bulbe olfactif qui est de différentes tailles selon l'espèce d’oiseaux. Ainsi, Bebsy Bang, une anatomiste américaine, a décidé de mesurer ces bulbes chez de nombreuses espèces d’oiseaux et de les comparer entre elles. Le pourcentage de place que prend ce bulbe dans le cerveau peut alors être calculé. Cette anatomiste a donc prouvé que le bulbe atteint 36 % chez les pétrels des neiges mais seulement 3 % chez les forestiers. Certaines espèces auraient donc plus de facilités à s’orienter grâce à leur sens olfactif.
Des chercheurs ont mené des expériences en Allemagne ou en Italie par exemple. Ces chercheurs ont dans un premier temps sectionné le nerf olfactif de certains oiseaux, on parle alors d'oiseaux anosmiques : ces oiseaux ont alors été incapables de s'orienter et de retrouver leur pigeonnier lorsqu'ils ont été transportés à plusieurs kilomètres de leur site. Similairement, on a rendu certains oiseaux anosmiques temporairement à l'aide d'une anesthésie locale de leur système olfactif. Ces oiseaux étaient tout d'abord incapables de s'orienter, mais lorsque l'effet de l'anesthésiant s'est dissipé, ils ont pu à nouveau retrouver leur pigeonnier.

#### Importance de la narine droite

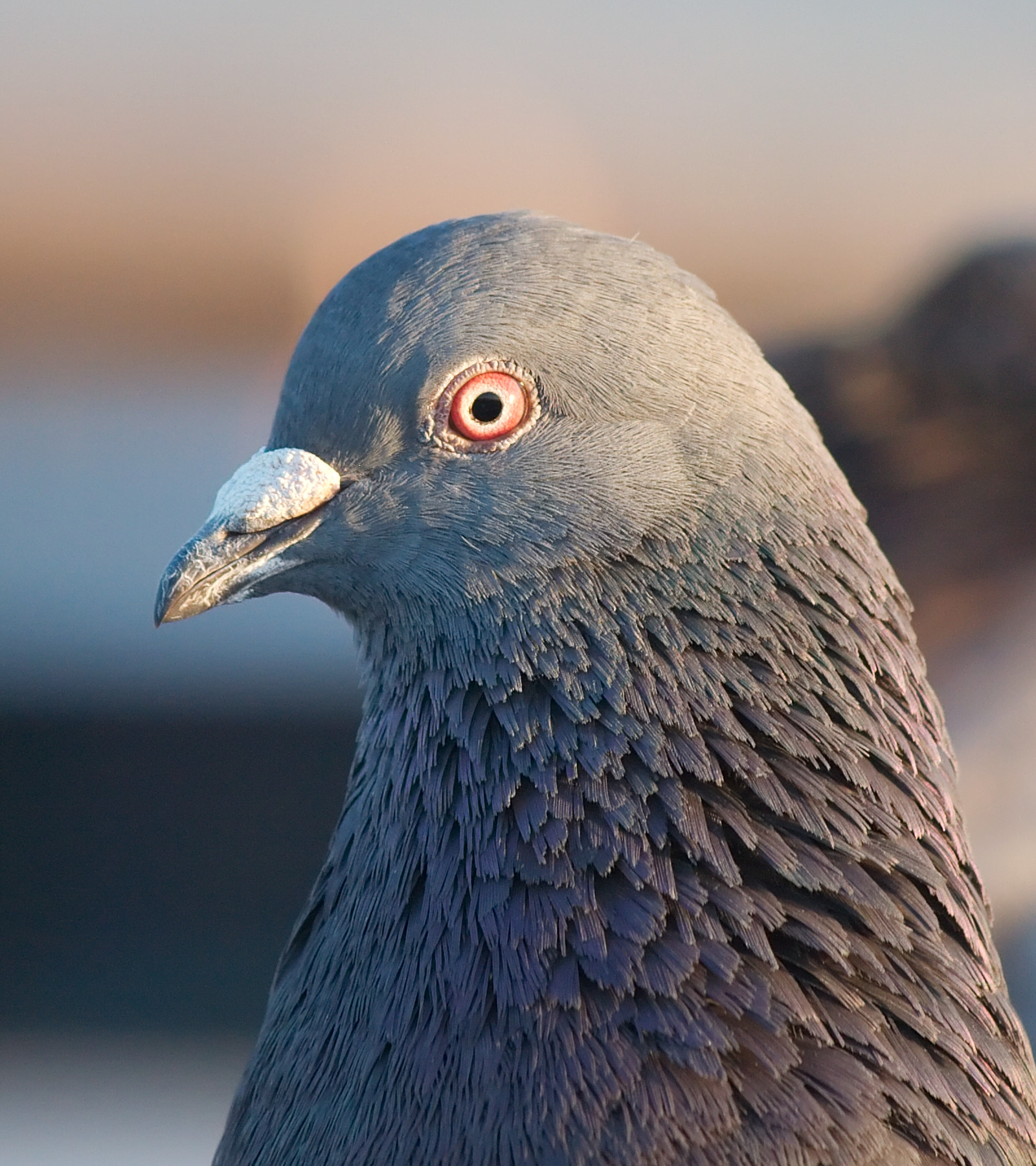
Pigeon biset lors d'une expérience sur l'odorat (en blanc le morceau de cire)

Anna Gagliardo a mené d'autres recherches sur la perception olfactive des oiseaux dans leur orientation, et a remarqué qu'il existe une asymétrie fonctionnelle dans le cortex piriforme, principale structure olfactive corticale. En effet, Gagliardo et son équipe ont découvert que les deux narines ne sont pas utilisées de la même manière. Ils ont mis un caoutchouc collant dans la narine gauche de dix pigeons voyageurs, et ont fait de même en bouchant la narine droite de neuf autres oiseaux.  
C'est alors qu'ils ont remarqué que quand la narine droite était obstruée, les pigeons perdaient le sens de l'orientation. Ces oiseaux ont pris plus de voies détournées pour rentrer à leur pigeonnier. Les pigeons avec la narine gauche bouchée se sont orientés normalement. Les chercheurs ne savent pas encore pourquoi, mais ils ont conscience aujourd'hui que les oiseaux ont besoin nécessairement de leur narine droite, et donc du côté gauche du cortex piriforme, pour s'orienter.

#### Modification de l’environnement
Ces scientifiques ont également modifié l’environnement des pigeons afin d’observer leur réaction vis-à-vis de leur orientation. L'exposition au flux d'air naturel a ainsi été modifiée par des déflecteurs. Ils ont alors observé que ces oiseaux s'orientaient vers la déflexion.  De plus, Wallraff et Foa ont prouvé que le filtrage de l'air avec du charbon au cours d'un trajet, empêche l'orientation des pigeons. Les chercheurs ont pu noter aussi que lorsque deux groupes de pigeons ont été transportés dans un même site en suivant deux trajets différents et ensuite relâchés, ils ont suivi indépendamment le trajet qu'ils avaient emprunté à l'aller dans le sens inverse pour retourner au pigeonnier. Cependant, quand ils les ont empêchés de percevoir l'air ambiant, les deux groupes ont pris la même mauvaise direction.
Ces expériences menées directement sur l'animal, c'est-à-dire lorsqu'on les a privés de leur sens olfactif, ont permis de montrer que le pigeon présente une réelle dépendance vis-à-vis de son odorat. De plus, les expériences complémentaires réalisées sur leur milieu de voyage mettent en évidence le fait qu'ils ont besoin de sentir et de reconnaître les substances de l'air atmosphérique pour s'orienter convenablement.

#### Elargissement de ce phénomène aux autres espèces
Aujourd’hui, l’orientation olfactive chez les pigeons voyageurs a clairement été prouvée mais les chercheurs ont du mal à la généraliser chez l’ensemble des oiseaux. En effet, même si les expériences similaires réalisées par Grubbs en 1974 sur d'autres espèces d'oiseaux ont montré le même genre de réaction, il est encore difficile de prouver que les facultés olfactives sont la base de l’orientation chez tous les oiseaux. L’importance du bulbe olfactif est donc déterminante  dans  cette orientation car il semblerait que les oiseaux possédant un bulbe olfactif conséquent s’orienteraient principalement grâce à leur odorat. 
Cependant, le manque de connaissances sur la distribution et la nature chimique des substances odorantes ne permettent pas la compréhension totale du système de guidage des oiseaux. Il est alors nécessaire de s'attarder sur celles-ci pour comprendre vraiment comment les odeurs peuvent être la base de l'orientation chez ces oiseaux. De plus, des recherches dans le domaine de la neurobiologie ont permis de voir que certaines régions télencéphaliques sont impliquées dans l'orientation olfactive.

## Confrontation des différentes théories

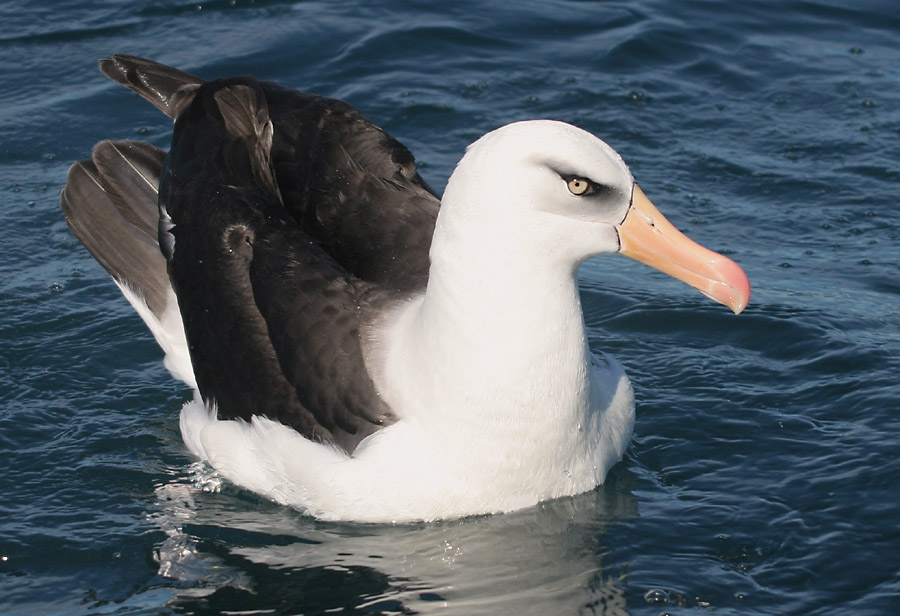
Albatros à sourcils noirs

Bien que ces trois théories soient légitimes, des scientifiques ont cherché à connaitre l’orientation qui prime sur les autres. La prédominance de l’orientation visuelle étant vérifiée, Francesco Bonadonna et son équipe ont délocalisé les recherches en Antarctique. En effet, là-bas les repères visuels sont réduits, ce qui permet d’opposer l’orientation olfactive et l’orientation par champ magnétique. Des expériences menées sur des albatros et des pétrels montrent l’importance de l’orientation olfactive. En effet, en plaçant un aimant sur leur bec, les oiseaux ont réussi à retrouver le chemin de leur nid. En revanche, les oiseaux privés de leur odorat n’ont pas su s’orienter. Néanmoins, cette expérience peut être critiquée, étant donné que les albatros sont les oiseaux possédant l'un des meilleurs odorat.  
De même, les scientifiques de l’Université de Pise, plus particulièrement Anna Gagliardo, ont effectué différentes expériences sur des pigeons voyageurs. Elle a aussi décidé plus particulièrement d’opposer les théories sur l’orientation olfactive et celle sur l’orientation magnétique. Pour cela, elle a réalisé une série de tests sur des pigeons dont la moitié était dépourvue d'odorat, et l'autre moitié ne pouvait plus percevoir le champ magnétique terrestre. Les résultats de cette expérience montrent que les pigeons ne peuvent pas se passer de leur sens olfactif pour s’orienter alors que ceux privés du champ magnétique n’ont pas été complètement désorientés. 
Par la suite, d'autres expériences ont été réalisées afin de montrer l'importance majeure de l'odorat de ces oiseaux face à leur magnétoréception. Cordula Mora, chercheur de l'Université d'Auckland en Nouvelle-Zélande a démontré que les pigeons peuvent détecter des anomalies artificielles du champ magnétique au niveau de la partie supérieure du bec, près du nerf trijumeau, le plus grand nerf crânien. Mais lorsque l'on sectionne le nerf olfactif des oiseaux et que le champ magnétique ne présente pas d'anomalie artificielle, les oiseaux sont incapables de s'orienter. Il semble donc y avoir une prédominance du sens olfactif, vis-à-vis de la magnétoréception, chez les oiseaux, dans l'orientation de ces derniers. Cependant, il semble raisonnable de penser que tous ces sens sont impliqués dans leur orientation et qu'il ne faut alors pas tirer de conclusions trop hâtives sur ces expériences pourtant très prometteuses, d'autant plus que chaque espèce a ses spécificités.